# Luciana Pedraza
Luciana Pedraza (Jujuy, 5 gennaio 1972) è un'attrice, regista cinematografica e sceneggiatrice argentina.

## Biografia
Moglie dell'attore Robert Duvall, ha scritto e diretto il documentario Portrait of Billy Joe (2004) e ha recitato al fianco del marito nel film Assassination Tango (2002) dove interpretava una sensuale insegnante di tango e nel film Wild Horses del 2015.

## Filmografia
- Assassination Tango, regia di Robert Duvall (2002)
- Wild Horses, regia di Robert Duvall (2015)